# Municipio de Homer (Minnesota)
El municipio de Homer (en inglés: Homer Township) es un municipio ubicado en el condado de Winona en el estado estadounidense de Minnesota. En el año 2010 tenía una población de 1356 habitantes y una densidad poblacional de 14,35 personas por km².

## Geografía
El municipio de Homer se encuentra ubicado en las coordenadas 43°59′5″N 91°32′43″O / 43.98472, -91.54528. Según la Oficina del Censo de los Estados Unidos, el municipio tiene una superficie total de 94.5 km², de la cual 91,78 km² corresponden a tierra firme y (2,88 %) 2,72 km² es agua.

## Demografía
Según el censo de 2010, había 1356 personas residiendo en el municipio de Homer. La densidad de población era de 14,35 hab./km². De los 1356 habitantes, el municipio de Homer estaba compuesto por el 97,2 % blancos, el 0,44 % eran afroamericanos, el 0,15 % eran amerindios, el 1,03 % eran asiáticos, el 0,66 % eran de otras razas y el 0,52 % eran de una mezcla de razas. Del total de la población el 1,25 % eran hispanos o latinos de cualquier raza.